# Бојан Прешерн
Бојан Прешерн (Јесенице, 4. август 1962) бивши је југословенски и словеначки веслач.
Прешерн је освајач бронзане медаље на Летњим олимпијским играма 1988. у Сеулу (двојац без кормилара са Садиком Мујкићем).